# هارولد إف. ويليامسون
هارولد إف. ويليامسون (بالإنجليزية: Harold F. Williamson) هو اقتصادي ومؤرخ أمريكي، ولد في 21 مارس 1901، وتوفي في 25 أكتوبر 1989.